# Fotogrammi d'argento al miglior attore teatrale
I Fotogrammi d'argento al miglior attore teatrale (Fotogramas de Plata al mejor actor de teatro) è un premio annuale assegnato dalla rivista spagnola Fotogramas.

## Vincitori

### Anni 1990
- 1997: Tricicle - Entretres
- 1998: José Sacristán - El hombre de La Mancha
- 1999: Josep Maria Flotats - Arte

### Anni 2000
- 2000: Juan Diego - El lector por horas
- 2001: Luís Homar - Amleto, Il costruttore Solness e Taurons
- 2002: José Sacristán - La muerte de un viajante e My Fair Lady
- 2003: Tricicle - Sit
- 2004: Javier Cámara - Como en las mejores familias
- 2005: Josep Maria Pou - Re Lear
- 2006: Gabino Diego - Una noche con Gabino
- 2007: Eduard Fernández - Amleto
- 2008: Luis Merlo - Gorda
- 2009: Juan Diego Botto - Amleto

### Anni 2010
- 2010: Sergi López - Non Solum
- 2011: Luis Merlo - Tócala otra vez, Sam
- 2012: Paco León - The Hole
- 2013: José Sacristán - Yo soy Don Quijote de la Mancha
- 2014: Asier Etxeandía - El intérprete
- 2015: Roberto Álamo - Lluvia constante
- 2016: Pedro Casablanc - Ruz Barcenas
- 2017: José Sacristán - Muñeca de porcelana
- 2018: Luis Merlo - El test
- 2019: Ricardo Gómez - Mammón[1]

### Anni 2020
- 2020
  - Carlos Hipólito - Copenaghen (Copenhaguen)[2]
- 2021[3]
  - Daniel Grao - La máquina de Turing
  - Asier Etxeandia - La transfiguración del mastodonte
  - Jaime Lorente - Matar cansa
- 2022
  - Juan Diego Botto - Una noche sin luna[4]
  - Imanol Arias - Muerte de un viajante
  - Francesco Carril - El bar que se tragó a todos los españoles
- 2023[5]
  - Javier Gutiérrez Álvarez - Principiantes
  - Javier Cámara - Los farsantes
  - Tristán Ulloa - True West
- 2024
  - Miki Esparbé - Los pálidos[6]
  - Carmelo Gómez - Las guerras de nuestros antepasados
  - Nacho Sánchez - Los gestos